# Bandera de Udmurtia

Bandera de Udmurtia.

La bandera de Udmurtia es uno de los símbolos oficiales del sujeto federal homónimo de la Federación Rusa. El diseño de la bandera fue realizada por el udmurto Y. Lobanov y, a continuación, aprobada el 3 de diciembre de 1993.
Su diseño consiste en un rectángulo de proporciones de 1:2 dividido en tres franjas verticales de la misma anchura: Cada una de ellas es de color negro (izquierda), blanco (centro) y rojo (derecha), con una cruz de ocho puntas en el centro de la banda blanca.
La cruz no es solapada por la franjas negra y roja, y su tamaño es tal que cabe dentro de un cuadrado cuyo lado es igual a 5 / 6 de la anchura de las franjas verticales de la bandera. Cada brazo de la cruz termina en dos dientes simétricos, la cara interior de las cuales forma un ángulo de 90 grados, cuyo vértice está en el centro del brazo.

## Simbolismo
El negro es el símbolo de la tierra y la estabilidad; el blanco, el universo y la pureza de los fundamentos morales; el rojo representa el sol y la vida. La cruz es un símbolo Obereg (en ruso, знак-оберег), un símbolo solar que, de acuerdo con el folklore local, protege al ser humano contra el mal augurio.
- Datos: Q842322